# Aster Aweke
Bản mẫu:Patronymic name
Aster Aweke (tiếng Amhara: አስቴር አወቀ, ʾAster ʾAwäḳä) là ca sĩ người Ethiopia hiện đang sinh sống tại Hoa Kỳ.

## Đời sống cá nhân
Aster sinh năm 1959 tại Gondar, Ethiopia. Bà lớn lên tại thủ phủ của Addis Ababa. Cha bà là một công chức cao cấp trong chính phủ Hoàng gia.

## Sự nghiệp âm nhạc
Ở tuổi 13, Aster đã quyết tâm trở thành một nhạc sĩ và bà bắt đầu sự nghiệp tại Hager Fikir Theatre ở Addis Ababa.
Vào nghề ở thời điểm cuối tuổi vị thành niên, bà trình diễn tại các câu lạc bộ và khách sạn trong thủ đô với các ban nhạc như Continental Band, Hotel D'Afrique Band, Shebele Band và Ibex Band, trước khi họ nổi tiếng toàn cầu với tên gọi Roha Band.
Phong cách riêng biệt của Aster đã bị ảnh hưởng bởi các ca sĩ Ethiopia khác như Bizunesh Bekele.
Khởi đầu sự nghiệp solo, bà được giúp đỡ bởi nhà doanh nghiệp âm nhạc Ali Tango, người đã tài trợ và phát hành năm băng cassette và hai đĩa đơn cho bà. Năm 1981, Aster đã trở nên vỡ mộng bởi bầu chính trị ngột ngạt của Ethiopia sau cái chết của Haile Selassie và chuyển đến Hoa Kỳ. Bà đã tạm thời định cư tại vùng vịnh San Francisco của California với kế hoạch theo học đại học trong thời gian 2 năm, bà định cư tại Washington, D.C., nơi có cộng đồng người Ethiopia sinh sống đông nhất. Ở đó, bà đã ngày càng nổi tiếng trong cộng đồng người Ethiopia khi bà biểu diễn tại các nhà hàng và câu lạc bộ.
Aster cũng vẫn phổ biến ở Ethiopia. Năm 1997, bà trình diễn ở Addis Ababa trước đám đông 50,000 người. Năm 2003, Aster cũng đã thực hiện một loạt chương trình hoà nhạc gồm hai phần để gây quỹ cho các hoạt động cứu trợ và học tập ở Ethiopia. Buổi hoà nhạc đầu tiên được tổ chức vào tháng 11 vào ngày Eid Al-Fitr tại Addis Ababa Stadium với 40,000 khán giả tham dự. Buổi hoà nhạc thứ hai là một buổi dạ tiệc tại khách sạn Sheraton. Gần đây nhất, ngày 9 tháng 5 năm 2009, Aster biểu diễn trước đám đông 10.000 khán giả trong buổi hoà nhạc Peace Through Unity, Unity Through Music tổ chức tại Hội trường Thiên niên kỷ của thủ đô, cùng với các nghệ sĩ Ethiopia khác.

## Danh sách đĩa nhạc
Album
- 1989 Aster (Columbia/CBS Records)[1]
- 1990 Kabu (Columbia/SME Records)[1]
- 1994 Ebo (Barkhanns)
- 1995 Live in London (Barkhanns)
- 1999 Hagere (Kabu Records)
- 2001 Sugar (Kabu Records)
- 2006 Asters Ballads (Kabu Records)
- 2008 Fikir (Kabu Records)
- 2011 Checheho (Kabu Records)
- 2013 Ewedhalew (Kabu Records)

Cống hiến nghệ sĩ
- 1994 Ethiopian Groove - The Golden Seventies (Buda Musique)
- 1999 Unwired: Acoustic Music from Around the World (World Music Network)
- 2004 The Rough Guide to the Music of Ethiopia (World Music Network)

## Hoà giọng
- 2014 Taitu-Yegna Music Group hoà giọng với Aster Awoke[3]

## Kinh doanh
Aster Aweke đã gia nhập lĩnh vực kinh doanh bằng một quán ăn tự phục vụ mang tên Kabu, được đặt tên theo bài hát nổi tiếng Kabu của bà.